# 南木曽町新交通システム
南木曽町新交通システム（なぎそまちしんこうつうシステム）とは、長野県木曽郡南木曽町のコミュニティバス・タクシー（広域バス）。「地域バス」「乗合タクシー」ともいう。

## 概要
おんたけ交通などの路線廃止により公共交通機関が無くなったのを補完するための、南木曽町の交通システム。
一つの路線に対し、複数の会社に運行委託されている。
一部の路線は、岐阜県中津川市に跨る。
運賃は300円（馬籠線は異なる）。基本的に毎日運行だが、スクールバス、通園バスは学校等の長期休業の場合運行されない場合がある。

## 路線一覧

### 北部線
小学校スクールバス、中学校スクールバス、通園バス、乗合タクシーがあり、通園バスはおんたけ交通、その他は南木曽観光タクシーが運行。
- 小学校スクールバス：岩倉橋 - 十二兼集会所 - 南木曽小学校 - 南木曽駅
- 中学校スクールバス：岩倉橋 - 十二兼集会所 - 桃介橋 - 南木曽中学校
- 通園バス：岩倉橋 - 十二兼集会所 - 読書幼稚園 - 南木曽駅
- 乗合タクシー：きこりの家 - 岩倉橋 - 南木曽駅

### 与川線
小学校スクールバス、中学校スクールバス、乗合タクシーがあり、乗合タクシーは南木曽観光タクシー、その他はおんたけ交通が運行。
- 小学校スクールバス：向田 - 坂本 - 南木曽小学校 - 南木曽駅
- 中学校スクールバス：向田 - 坂本 - 桃介橋 - 南木曽中学校 - 南木曽駅
- 乗合タクシー：向田 - 坂本 - 大奈良 - 南木曽駅

### 馬籠線
おんたけ交通が運行。
- 馬籠 - 妻籠 - 南木曽駅

### 保神線
おんたけ交通が運行。
- 保神 - 木曽路館前 - 妻籠 - 南木曽駅

### 保神線スクールバス混乗
おんたけ交通が運行。
小中学校のスクールバスだが、一般も乗車可（小中学生優先）。
- 保神 - 富士見台入り口 - 尾又橋 - 小学校・中学校

### 妻籠線スクールバス混乗
おんたけ交通が運行。
小学校のスクールバスだが、一般も乗車可（小学生優先）。
- 妻籠 - 小学校

### 田立線スクールバス混乗
おんたけ交通が運行。
小学校のスクールバスだが、一般も乗車可（小学生優先）。
- 田立駅 - 小学校

### 北部線中学校スクール混乗帰り
おんたけ交通が運行。復路のみの運行。
中学校のスクールバスだが、一般も乗車可（中学生優先）。
- 中学校 → 向田